# Anna Przemysłówna
Anna (ur. w 1253 w Poznaniu, zm. po 26 czerwca 1295) – księżniczka wielkopolska z dynastii Piastów, ksieni cysterek w Owińskach.
Bliźniacza córka (wraz z Eufemią) księcia wielkopolskiego Przemysła I i Elżbiety, córki księcia śląskiego, krakowskiego i wielkopolskiego Henryka II Pobożnego. Siostra króla Polski Przemysła II.

## Życiorys
Na chrzcie nadano jej imię po babce Annie, królewnie czeskiej i księżnej śląskiej, żonie Henryka Pobożnego. Gdy miała 4 lata, zmarł jej ojciec. Odtąd opiekę nad nią i jej rodzeństwem sprawowali matka Elżbieta (zmarła w 1265) i stryj Bolesław Pobożny. Wychowywała się w bardzo religijnym środowisku, które z pewnością miało wpływ na wybór jej drogi życiowej. Jej matka dzieciństwo spędziła w klasztorze cysterek w Trzebnicy, gdzie znajdowała się pod silnym wpływem swej babki Jadwigi, przyszłej świętej. Nie jest pewne, czy przed małżeństwem z Przemysłem I nie złożyła ona ślubów zakonnych. Wiele czasu Anna spędziła na dworze Bolesława Pobożnego i jego żony, przyszłej błogosławionej, Jolenty Heleny, na którym panowała wysoce religijna atmosfera. Dodatkowo jej babka Anna, księżna śląska, zmarła w opinii świętości.
Podobnie jak dwie jej siostry, Eufrozyna i Eufemia, wybrała życie zakonne. Przed lipcem 1280 wstąpiła do zakonu cysterek w Owińskach, gdzie w latach 90. XIII w. (prawdopodobnie przed 1298) pełniła funkcję ksieni.
Nie jest znana dokładna data jej śmierci. Na pewno zmarła po koronacji królewskiej swego brata Przemysła II, tj. po 26 czerwca 1295, ponieważ Nekrolog lubiąski wspomina o niej i o jej siostrze Eufrozynie jako o siostrach króla polskiego. Prawdopodobnie dzienna data jej śmierci przypadła 19 maja, gdyż w tym dniu modlono się za spokój jej duszy w lubiąskim klasztorze. Jej ciało spoczęło w klasztorze w Owińskach.